# Oued Sebt (Sétif)
 (juillet 2025).
Si vous disposez d'ouvrages ou d'articles de référence ou si vous connaissez des sites web de qualité traitant du thème abordé ici, merci de compléter l'article en donnant les références utiles à sa vérifiabilité et en les liant à la section « Notes et références ».
Pour les articles homonymes, voir Oued Sebt.
Oued Sebt  (en kabyle : Iɣzer n Sebt, en arabe : واد السبت) est un village situé dans la commune d'Hammam Guergour, en Kabylie, dans la Wilaya de Sétif, en Algérie.

## Histoire
L'ancien nom de Oued Sebt est Chaabat Laghrib.
Pendant la colonisation française, Oued Sebt fait partie de la commune de Draa Kebila.
La plupart des habitants de Oued Sebt sont originaires d'Harbil, Draa Kebila, Beni Ourtilane, Beni Chebana, quelques familles ont pour souche les alentours de Bougaa et le Hodna.